# Qasr Hammam As Sarah
Qasr Hammam As-Sarah, Assarah o as-Sarakh (àrab: قصر حمام الصرح, Qaṣr Ḥammām aṣ-Sarḥ, literalment ‘Castell dels Banys de la Torre’, o àrab: قصر الحلابات الشرقي, Qaṣr al-Ḥallābāt ax-Xarqī) és un hammam o bany àrab situat a Jordània, a uns dos quilòmetres a l'est del Qasr al-Hallabat. És una de les construccions que formen part dels anomenats castells del desert. El disseny dels banys mostra similituds amb el disseny de Qussayr Amra, un altre dels castells del desert. En l'actualitat, s'estan restaurant molts dels mosaics i escultures que l'adornaven. El disseny consisteix en un apodyterium (vestidor), un tepidari (habitació tèbia) i un caldari (habitació calenta).
Fou donat a conèixer el 1905 i 1909 per H. C. Butler.

## Nota
1. ↑  Castells Criballés, Margarida; Cinca Pinós, Dolors. Diccionari Àrab-Català.  Barcelona: Enciclopèdia Catalana, 2007, p. s.v. "صرح". ISBN 978-84-412-1546-7.
2. ↑  «صرح» (en anglès).   en.wiktionary.org. [Consulta: 31 octubre 2016].
3. ↑  «Qasr al-Hallabat». Arxivat de l'original el 2010-11-20. [Consulta: 13 gener 2015].